# Got Talent
Got Talent là một định dạng chương trình truyền hình tài năng của Anh, được hình thành và thuộc sở hữu của công ty SYCOtv của Simon Cowell. Một series thử nghiệm đã được thực hiện ở Vương quốc Anh ở 2005, được tổ chức bởi Paul O'Grady, nhưng sau khi O'Grady chia tay với ITV, chương trình đã bị hoãn lại, sau đó Mỹ trở thành quốc gia đầu tiên thực hiện định dạng này với tên gọi American's Got Talent.

## Got Talentquanh thế giới
Đang phát sóng
     Sắp phát sóng
     Đang mua bản quyền
     Không còn phát sóng
| Country/region          | Name                                                                         | Network                                                | Premiere                  | Host(s) | Judges | Seasons and winners |
| ----------------------- | ---------------------------------------------------------------------------- | ------------------------------------------------------ | ------------------------- | --- | --- | --- |
| Africa Françafrique     | L'Afrique a un Incroyable Talent (tiếng Pháp)                                | RTI ORTB ORTM                                          | ngày 14 tháng 10 năm 2016 | Konnie Touré Daouda Sane | Claudia Tagbo (1-) Fally Ipupa (1-) Angélique Kidjo (1-) | Season 1, 2016: Two brothers sylla (acrobats) Season 2, 2017:Strauss Serpent |
| Albania · Kosovo        | Albanians Got Talent                                                         | Top Channel                                            | ngày 25 tháng 8 năm 2010  | Albana Osmani (1) Benet Kaci (1) | Altin Basha (1) Rovena Dilo (1) Armend Rexhepagiqi (1) | Season 1, 2010–11: Fiqiri Luli & Sabrina Troushku (circus dancers) |
| Arab world              | Arabs Got Talent                                                             | MBC                                                    | ngày 14 tháng 1 năm 2011  | Raya Abi Rached Qusai Kheder | Current Najwa Karam Ali Jaber Ahmed Helmy (3) Former Amr Adeeb (1) Nasser Al Qassabi (2–4) | Season 1, 2011: Amr Qatamesh (stand-up satirical poetry) Season 2, 2012: Khawater Al-Zalam (glow-in-the-dark) Season 3, 2013: Sima group (artistic dance) Season 4, 2014–15: Salah (dancer) Season 5, 2017: Eman Bisha (8 year old opera singer) |
| Argentina               | Talento Argentino                                                            | Telefe                                                 | ngày 27 tháng 7 năm 2008  | Mariano Peluffo (1–3) | Cesar 'Kike' Teruel (1–3) Maximiliano Guerra (1–3) Catherine Fulop (1–3) | Season 1, 2008: Martin Bustos (25-year-old comedian/impersonator) Season 2, 2009: Daniel Ferreyra (39-year-old guitarist) Season 3, 2010–11: Diego Gutierrez (23-year-old accordion player) |
| Argentina               | Got Talent Argentina                                                         | Telefe                                                 | 2019                      | TBA | TBA | Season 1, 2019: Upcoming Season |
| Armenia ·               | Թաքնված տաղանդ Taqnvats taghand                                              | Shant TV                                               | 2009                      | Grigor Aghakhanyan (1–2) | Violet Grigoryan(1–2) Gisane Palyan⩬TBa Sergei Danielian (1–2) Nikolai Tsaturyan (1) Artyom Yerkanyan (2) | Season 1, 2009: Samvel Davtyan (singer) Season 2, 2010: Samvel Harutyunyan (singer) |
| Asia1                   | Asia's Got Talent                                                            | AXN Asia                                               | ngày 12 tháng 3 năm 2015  | Current Alan Wong (2–) Justin Bratton (2–) Former Marc Nelson (1) Rovilson Fernandez (1) | Current Anggun (1–) David Foster (1–) Jay Park (2–) Former Melanie C (1) Vanness Wu (1) | Season 1, 2015: El Gamma Penumbra (shadow play group) Season 2, 2017: The Sacred Riana (spooky magician) Season 3, 2018: Upcoming season |
| Australia               | Australia's Got Talent                                                       | Nine Network (7–8) Seven Network (1–6)                 | ngày 18 tháng 2 năm 2007  | Dave Hughes (8) Grant Denyer (1–6) Julia Morris (7) | Ian Dickson (8) Kelly Osbourne (8) Sophie Monk (8) Eddie Perfect (8) Red Symons (1–3) Tom Burlinson (1–3) Dannii Minogue (1–6) Brian McFadden (4–6) Kyle Sandilands (4–7) Dawn French (7) Timomatic (7) Geri Halliwell (7) | Season 1, 2007: Bonnie Anderson (12-year-old singer) Season 2, 2008: "Smokin" Joe Robinson (16-year-old guitarist) Season 3, 2009: Mark Vincent (15-year-old-opera singer) Season 4, 2010: Justice Crew (dance troupe) Season 5, 2011: Jack Vidgen (14-year-old singer) Season 6, 2012: Andrew De Silva (37-year-old singer) Season 7, 2013: Uncle Jed (Funk/Soul/Jazz/Reggae band) Season 8, 2016: Fletcher Pilon (15-year-old singer) |
| Azerbaijan              | Özünü Tanıt Ozunu Tanit                                                      | ATV                                                    | February 2015             | Aygun Akif Elgun Huseynov | Murad Dadaşov (1) Aygün Kazımova (1) ABD Malik (1) | Season 1, 2015: Elkhan Mammadov (magician) |
| Belarus ·               | Я могу! I can!                                                               | Belarus 1                                              | 2015                      | Teo (singer) Dmitri Novik | Svetlana Borovskaya (1) Aleksei Dudarev(1) Anna Bond (1) | Season 1, 2015: INFINITY (dancing team) |
| Bỉ                      | Supertalent in Vlaanderen (tiếng Hà Lan)                                     | VIER                                                   | ngày 15 tháng 3 năm 2007  | Dré Steemans (1) Ann Van Elsen (1) | Paul Jambers (1) Martine Prenen (1) Gert Verhulst (1) | Season 1, 2007: Triple E (singing trio sisters) |
| Bỉ                      | Belgium's Got Talent (tiếng Hà Lan)                                          | vtm                                                    | ngày 10 tháng 9 năm 2012  | Koen Wauters Laura Tesoro (4–) | Current Niels Destadsbader (3-) Dan Karaty (4-) An Lemmens (4-) Stan Van Samang (4-) Former Ray Cokes (1–3) Karen Damen (1–3) Rob Vanoudenhoven (1–3) | Season 1, 2012: Karolien Goris (11-year-old singer) Season 2, 2013: Michael Lanzo (34-year-old singer) Season 3, 2015: Domenico Vaccaro (22-year-old pole dancer) Season 4, 2016–17: Baba Yega (dance troupe) Season 5, 2018: Tascha & Ian (Dancers) |
| Bỉ                      | Belgium's Got Talent (tiếng Pháp)                                            | RTL-TVI                                                | ngày 10 tháng 9 năm 2012  | Julie Taton (1–2) Jean-Michel Zecca (1–2) | Maureen Dor (1–2) Carlos Vaquera (1–2) Paul Ambach (1–2) | Season 1, 2012: 2 Mad (dance troupe) Season 2, 2013: Junbox (Dancer) |
| Brazil                  | Got Talent Brasil                                                            | Current Rede Globo (2-) Former RecordTV(1)             | ngày 2 tháng 4 năm 2013   | Current TBA (2-) Former Rafael Cortez (1) | Current TBA (2-) TBA (2-) TBA (2-) TBA (2-) Former Milton Cunha (1) Daniela Cicarelli (1) Sidney Magal (1) | Season 1, 2013: Domingues da Palha (45-year-old coconut leaf musician) Season 2, 2019: Upcoming Season |
| Bulgaria                | България търси талант Balgariya tarsi talant                                 | bTV                                                    | ngày 1 tháng 3 năm 2010   | Current Maria Silvestar (3) Former Maria Ignatova (1–2) Alexandra Raeva (1–2) Aleksandar Kadiev (4) | Current Luben Dilov - son (1–3, 5) Asen Blatechki (3, 5) Ico Hazarta (5) Mihaela Fileva (5) Former Magarditch Halvadjian (1–2) Hilda Kazasian (1–2) Krasimir Radkov (2) Vania Tsvetkova (3) Esil Duran (3) Darina Pavlova (4) Ivo Siromahov (4) Desi Dobreva (4) Nikolai Iliev (4) Iliana Benovska (4)                                                                    | Season 1, 2010: Bogdana Petrova (17-year-old visually impaired singer) Season 2, 2012: Kristina Arabadzhieva (12-year-old singer) Season 3, 2014: Thomas Tomov (17-year-old opera singer) Season 4, 2015: Plamen Lubenov (20-year-old braker) Season 5, 2016: Vivo Montana (18-44-year-olds musical band) |
| Cambodia                | Cambodia's Got Talent                                                        | Hang Meas HDTV                                         | ngày 30 tháng 11 năm 2014 | Nhem Sokun (1–) Pen Chamrong (1–) | Preap Sovath (1–) Khat Sokhim (1–) Neay Koy (1–) Neay Krem (2–) | Season 1, 2014-15: Yoeun Pisey (15-year-old blind singer) Season 2, 2018: Upcoming Season |
| Canada                  | Canada's Got Talent                                                          | City (1)                                               | ngày 4 tháng 3 năm 2012   | Dina Pugliese (1) | Stephan Moccio (1) Measha (1) Martin Short (1) | Season 1, 2012: Sagkeeng's Finest (tap dance troupe) Season 2, 2019: Upcoming Season |
| Chile                   | Talento Chileno                                                              | Chilevisión                                            | ngày 27 tháng 9 năm 2010  | Julián Elfenbein (1) Rafael Araneda (2–3) Eva Gómez (4–6) | Antonio Vodanovic (1–6) Rodrigo Díaz (1–3) Francisca García-Huidobro (1–3) Carolina de Moras (4–6) Bombo Fica (4–6) | Season 1, 2010: Camila Silva (16-year-old singer) Season 2, 2011: Ignacio Venegas (23-year-old singer) Season 3, 2012: Susana Sáez (35-year-old singer) Season 4, 2013: Carolina and Felipe (tango dancers) Season 5, 2014: Hugo Macaya (38-year-old blind singer) Season 6, 2015: Cristofer Mera (19-year-old singer) & Samsara (Band) |
| Trung Quốc2             | 中国达人秀 Zhōngguó Dárén Xiù China's Got Talent                             | DragonTV Xing Kong                                     | ngày 25 tháng 7 năm 2010  | Cao Kefan (1) Yang Lan (2) Cheng Lei (1–5) | Zhou Libo (1–3) Gao Xiaosong (1–4) Annie Yi Nengjing (1–4) Chen Yao Chun (2) Yang Lan (2) Jerry Huang Shu-chun (2–4) Ni Ping (3) Cui Yong Yuan (3) Liu Wei (3) Huang Doudou (3–4) Dou Wentao (4) Xu Jinglei (4) Leon Lai Ming (4) Yang Wei (4) Ying Da (4) Vicki Zhao Wei (5) Liu Ye (5) Alec Su You-peng (5) Wang Wei-chung (5)                                          | Season 1, 2010: Liu Wei (armless pianist) Season 2, 2011: Zhuo Jun (popper) Season 3, 2011–12: Pan Qianqian (female baritone singer) Season 4, 2012–13: Wang Jungru (17-year old contortionist) Season 5, 2013–14: Yin Zhonghua (acrobat) |
| Colombia                | Colombia Tiene Talento                                                       | Canal RCN                                              | ngày 6 tháng 2 năm 2012   | Santiago Rodríguez (1–2) Eva Rey (2) | Paola Turbay (1–2) Alejandra Azcarate (1–2) Manolo Cardona (1) Jose Gaviria (2) | Season 1, 2012: Paolo Alexander González (24-year-old pianist) Season 2, 2013: Byron González (19-year-old speed painter) |
| Croatia                 | Supertalent                                                                  | Nova TV                                                | ngày 25 tháng 9 năm 2009  | Rene Bitorajac Igor Mešin | Current Maja Šuput (5) Janko Popović Volarić (5) Davor Bilman (5) Martina Tomčić (4) Former Nina Badrić (1–3) Enis Bešlagić (1–3) Dubravko Merlić (1–3) Danijela Martinović (4) Mario Petreković (4) Mislav Čavajda 4) | Season 1, 2009: Tihomir Bendelja (15-year-old gymnastics twirler) Season 2, 2010: Viktorija Novosel (21-year-old singer) Season 3, 2011: Promenada Klub (shadow theatre) Season 4, 2016: Petar Bruno Basić (23-year-old pole dancer) Season 5, 2017: Emil & Mateja(dancing duo) |
| Cộng hòa Séc & Slovakia | Česko Slovensko má talent                                                    | TV JOJ JOJ Family (6–) TV Prima (1–5, 7-)              | ngày 29 tháng 8 năm 2010  | Current Lujza Garajová-Schrameková (7–) David Gránský (7–) Former Martin "Pyco" Rausch (1–4) Jakub Prachař (1–4) Marcel Forgáč (5–6) Milan Junior Zimnýkoval (5–6)                                               | Current Jaro Slávik Diana Mórová (5–) Jakub Prachař (5–) Marta Jandová (7–) Former Jan Kraus (1) Lucie Bílá (1-6) Martin Dejdar (2–3) Leoš Mareš (4) | Season 1, 2010: DaeMen (hand-to-hand acrobatics) Season 2, 2011: Atai Omurzakov (21-year-old dancer) Season 3, 2012: Jozef Pavlusík (24-year-old opera singer) Season 4, 2013: Miroslav Sýkora (25-year-old opera singer) Season 5, 2015: Gyöngyi Bodišová (22-year-old singer) Season 6, 2016: Act 4 Slovakia (acrobation on bicycles) Season 7, 2018: Upcoming Season |
| Denmark                 | Talent                                                                       | DR1                                                    | ngày 15 tháng 8 năm 2008  | Mikkel Herforth (1) Felix Schmidt (1–3) | Martin Hall (1) Julie Steincke (1) Peter Aalbæk Jensen (1) Jesper Dahl (2–3) Hella Joof (2–3) Nikolaj Koppel (2–3) | Season 1, 2008: Robot Boys (robot dancing duo) Season 2, 2009: Kalle Pimp (23-year-old rapper) Season 3, 2010: Copenhagen Drummers (military drummers) |
| Denmark                 | Danmark har talent                                                           | TV2                                                    | 2014                      | Christopher Læssø Felix Schmidt | Current Jarl Friis-Mikkelsen Cecilie Lassen Peter Frödin Thomas Buttenschøn (4–) Former TopGunn (1) Nabiha (2–3) | Season 1, 2014–15: Thor Mikkelsen (17-year-old beatboxer) Season 2, 2015–16: Matias Rasmussen (23-year-old Rubik's Cube solver) Season 3, 2017: Johanne Astrid (10-year-old Drummer) Season 4, 2018: Moonlight Brothers (Brothers Dance Duo) |
| Ecuador                 | Ecuador Tiene Talento                                                        | Ecuavisa                                               | ngày 25 tháng 3 năm 2012  | Current Jonathan Estrada (2–) Former Nicolas Espinoza (1) Bianca Salame (1) Henry Bustamante (2) | Current Lila Flores (6) Ángelo Barahona (6) Carolina Aguirre (6) Martín Guerrero (6) Former Diego Spotorno (1–2) Karla Kanora (1) Jaime Enrique Aymara (1) Maria Fernanda Rios (2–4) Wendy Vera (2–5) Paola Farias (2–5) Fabrizio Ferretti (3) Fernando Villarroel (4–5) Carolina Jaume (5) Francisco Pinoargotti (5)                                                     | Season 1, 2012: Luis Castillo (37-year-old street comedian) Season 2, 2013: José Fernando Lara (26-year-old singer) Season 3, 2014: Ledesma Brothers (foldclore singers) Season 4, 2015: Christian Loaiza (30-year-old singer) Season 5, 2016: CAN Group (Talented police dogs) Season 6, 2017: Juventud Bolivarense (Young Music Trio) |
| Estonia                 | Eesti talent                                                                 | TV3                                                    | ngày 9 tháng 10 năm 2010  | Eda-Ines Etti (1–2) Tanel Padar (1–2) | Kristiina Heinmets-Aigro (1–2) Valdo Randpere (1–2) Mihkel Raud (1–2) | Season 1, 2010–11: Erki-Andres Nuut (leaf instrument player) Season 2, 2012: Unknown |
| Finland                 | Talent Suomi                                                                 | Nelonen                                                | ngày 1 tháng 10 năm 2007  | Current Heikki Paasonen (5) Elina Kottonen (5) Former Susanna Laine (1) Martti Vannas (1) Jarkko Valtee (2–3) Osku Heiskanen (2–3) Lorenz Backman (4) Sebastian Rejman (4)                                       | Current Sami Hedberg (5) Jari Sillanpää (5) Sara Forsberg (5) Former Timo Koivusalo (1) Sami Saikkonen (1–3) Katja Ståhl (1–3) Jaana Saarinen (2–3) Maria Sid (4) Janne Kataja (4) Mikko Von Hertzen (4) | Season 1, 2007: Aleksi Vähäpassi (beatbox) Season 2, 2009: Miikka Mäkelä (pantomim dance) Season 3, 2011: VIP Bartenders (flair bartenders) Season 4, 2012: Daniel Helakorpi (poem reader) Season 5, 2016: Antton Puonti (hand player) |
| Pháp                    | Current La France a un incroyable talent (4–) Former Incroyable Talent (1-3) | M6                                                     | ngày 6 tháng 11 năm 2006  | Current David Ginola (11–) Former Alessandra Sublet (1–3) Alex Goude (4–10) Sandrine Corman (4–8) Louise Ekland (9)                                                                                              | Current Hélène Ségara (10–) Éric Antoine (10–) Kamel Ouali (10–) Former Jean-Pierre Domboy (1) Sophie Edelstein (1–3, 5–8) Patrick Dupond (2–3) Smaïn (4) Valérie Stroh (4) Dave (5–8) Andrée Deissenberg (8) Lorie (9) Olivier Sitruk (9) Giuliano Peparini (9) Gilbert Rozon (1-11)                                                                                     | Season 1, 2006: Salah Benlemqawanssa (popper/b-boy) Season 2, 2007: Junior (break dancer) Season 3, 2008: Alex (fire artist) Season 4, 2009: Les Echos-liés (comic group) Season 5, 2010: Axel et Alizée (young dancing duo) Season 6, 2011: Marina Dalmas (13-year-old singer) Season 7, 2012: Die-Mobiliés (shadow play) Season 8, 2013: Simon Heule (acrobat) Season 9, 2014: Bagad de Vannes (choir) Season 10, 2015: Juliette and Charlie (Dog Act) Season 11, 2016: Antonio (42-year-old magician) Season 12, 2017: Laura Laune (31-year-old comedian/singer) Season 13, 2018: Upcoming Season                                                                                           |
| Georgia                 | ნიჭიერი Nichieri                                                             | Current Imedi TV (8–) Former Rustavi 2 (1–7)           | ngày 1 tháng 2 năm 2010   | Current Vano Tarkhnishvili (1–) Giorgi Kipshidze (5–) Former Tika Patsatsia (1–4) | Current Ruska Makashvili (6–) Maka Chichua (7–) Stefane Mgebrishvili (8–) Georgy Bakhutashvili (8–) Former Gega Palavandishvili (1–4) Nikoloz Memanishvili (1) Maia Asatiani (1) Sopho Nizharadze (2–3) Vano Javakhishvili (2–3) Nika Gvaramia (4–7) Ia Parulava (4–6) Khatia Buniatishvili (4) Nanuka Jorjoliani (4-6) Levan "Chola" Tsuladze (5–7) Zaal Udumashvili (7) | Season 1, 2010: Levan Shavadze (singer) Season 2, 2011: Vano Pipia (singer) Season 3, 2012: Nona Giunashvili (sand artist) Season 4, 2013: City Band Group(musical band) Season 5, 2014: Temo Da Qeti (dancer and wheelchair dancer) Season 6, 2015: Barbara Samkharadze (singer) Season 7, 2016-17: Eka Abuladze (singer) Season 8, 2017: Unknown Season 9, 2018: Upcoming Season |
| Đức                     | Das Supertalent                                                              | RTL Television                                         | ngày 20 tháng 10 năm 2007 | Current Daniel Hartwich (2–) Former Marco Schreyl (1–5) | Current Dieter Bohlen Bruce Darnell (2–4, 7–) Nazan Eckes (11–) Former Ruth Moschner (1) André Sarrasani (1) Sylvie van der Vaart (2–5) Motsi Mabuse (5) Thomas Gottschalk (6) Michelle Hunziker (6) Lena Gercke (7–8) Guido Maria Kretschmer (7–8) Inka Bause (9) Victoria Swarovski (10)                                                                                | Season 1, 2007: Ricardo Marinello (19-year-old singer) Season 2, 2008: Michael Hirte (44-year-old harmonica player) Season 3, 2009: Yvo Antoni & Primadonna (dog training) Season 4, 2010: Freddy Sahin-Scholl (57-year-old two-voice singer) Season 5, 2011: Leo Rojas (27-year-old panpipe player) Season 6, 2012: Jean-Michel Aweh (20-year-old singer and pianist) Season 7, 2013: Lukas & Falco (dog act) Season 8, 2014: Marcel Kaupp (26-year-old drag queen and singer) Season 9, 2015: Jay Oh (29-year-old singer) Season 10, 2016: Angel Flukes (28-year-old singer) Season 11, 2017: Alexa Lauenburger (dog act) Season 12, 2018: Upcoming Season                                   |
| Greece                  | Ελλάδα Έχεις Ταλέντο Ellada Eheis Talento                                    | Current Skai TV (5–) Former ANT1 (1–4)                 | ngày 23 tháng 3 năm 2007  | Current Giorgos Lianos (5–) Former Sophia Aliberti (1) Christos Ferentinos (2–4) | Current Giorgos Kapoutzidis (5–) Maria Bakodimou (5–) Sakis Tanimanidis (5–) Former Ilias Psinakis (1–3) Matthildi Maggira (1–2) Vaggelis Perris (1–4) Eugenia Manolidou (3–4) Charis Christopoulos (4) | Season 1, 2007: Christos Zacharopoulos (12-year-old singer) Season 2, 2009: Kiss Madiam (band) Season 3, 2010: Nikos Georgas (55-year-old singer) Season 4, 2012: Stelios Legakis (14-year-old singer) Season 5, 2017: House of Drama (Group of dancers) Season 6, 2018: Upcoming Season |
| Hungary                 | Csillag születik                                                             | RTL Klub                                               | ngày 3 tháng 11 năm 2007  | Nóra Ördög Lilu (4) András Stohl (1-3) | Judit Hernádi (2-4) Róbert Puzsér (4) Lia Pokorny (4) András Hajós (4) Tamás Szirtes (2-3) Miklós Fáy (2-3) Szonja Oroszlán (2-3) Sándor Fábry (1) Tamás Náray (1) Mariann Falusi (1) Andrea Keleti (1) | Season 1, 2007: Utasi Árpi (story-teller) Season 2, 2009: Tabáni István (singer) Season 3, 2011: László Attila (singer) Season 4, 2012: Mészáros János Elek (singer) |
| Hungary                 | Hungary's Got Talent                                                         | RTL Klub                                               | ngày 10 tháng 10 năm 2015 | Balázs Sebestyén István Dombóvári | Imre Csuja Eszter Horgas Patrícia Kovács Márkó Linczényi | Season 1, 2015: Dirty Led Light Crew (electronic light act) |
| Iceland                 | Ísland Got Talent                                                            | Stöð 2                                                 | December 2013             | Auðunn Blöndal (1–2) Emmsjé Gauti (3) | Jón Jónsson (1–2) Þórunn Antonía Magnúsdóttir (1) Bubbi Morthens (1–2) Þorgerður Katrín Gunnarsdóttir (1–2) Selma Björnsdóttir (2) Ágústa Eva Erlendsdóttir (3) Marta María (3) Dr. Gunni (3) Jakob Frímann Magnússon (3) | Season 1, 2013–14: Brynjar Dagur (15-year-old dancer) Season 2, 2014–15: Alda Dís (22-year-old singer) Season 3, 2016: Johanna Ruth (14-year-old singer) |
| India                   | India's Got Talent                                                           | Colors                                                 | ngày 27 tháng 6 năm 2009  | Current Bharti Singh (5–) Sidharth Shukla (6–) Former Nikhil Chinappa (1–2) Ayushmann Khurrana (1–2) Meiyang Chang (3) Gautam Rode (3) Manish Paul (4) Cyrus Sahukar (4) Mantra (5) VJ Andy (5) Nakuul Mehta (6) | Current Kirron Kher Karan Johar (4–) Malaika Arora Khan (4–) Former Shekhar Kapur (1) Sonali Bendre (1–3) Sajid Khan (2) Dharmendra Singh Deol (3) Farah Khan (4) | Season 1, 2009: Prince Dance Group Season 2, 2010: Shillong Chamber Choir Season 3, 2011: Suresh and Vernon Group Season 4, 2012: Bivash Dance Academy Season 5, 2014: Ragini Makkhar & Naadyog Group Indore Season 6, 2015: Manik Paul (22-year-old aerial dancer) Season 7, 2016: Flautist Suleiman (13-year-old flute player) Season 8, 2018: Upcoming Season |
| Indonesia               | Indonesia's Got Talent                                                       | Current MNCTV (3–) Former Indosiar (1) SCTV (2)        | ngày 23 tháng 7 năm 2010  | Current Marcel Chandrawinata (3–) Mischa Chandrawinata (3–) Former Tora Sudiro (1) Ibnu Jamil (2) Evan Sanders (2)                                                                                               | Current TBA Former Ria Irawan (1) Anjasmara (1) Vina Panduwinata (1) Jay Subiyakto (2) Anggun (2) Ari Lasso (2) Indy Barends (2) | Season 1, 2010: Vania Larissa (15-year-old opera singer) Season 2, 2014: Ariani Putri (8-year-old blind singer) Season 3, 2018: Upcoming Season |
| Ireland                 | Ireland's Got Talent                                                         | TV3                                                    | ngày 3 tháng 2 năm 2018   | Lucy Kennedy | Louis Walsh Denise Van Outen Jason Byrne Michelle Visage | Season 1, 2018: RDC (Dance Troupe) Season 2, 2019 Upcoming Season |
| Israel                  | הדבר הגדול הבא HaDavar HaGadol HaBa                                          | Channel 2 (Reshet)                                     | ngày 26 tháng 6 năm 2007  | Noa Tishby (1) | Motty Reif (1) Yael Bar Zohar (1) Yehoram Gaon (1) | Season 1, 2007: Keren Elnekave and Yaniv Swissa (aerial acrobatics) |
| Israel                  | Got Talent ישראל Israel's Got Talent                                         | Reshet 13                                              | ngày 18 tháng 2 năm 2018  | Ofer Shechter (1-) Asy Israelof (1-) | Maor Zaguri (1-) Maya Dagan (1-) Noa Kirel (1-) Jordi (1-) | Season 1, 2018: Tomer Dudai (38-year-old magician) Season 2, 2019: Upcoming Season |
| Italy                   | Italia's Got Talent                                                          | Current Sky Uno TV8 (6–) Former Canale 5 (1–5)         | ngày 12 tháng 12 năm 2009 | Current Lodovica Comello (7–) Former Simone Annicchiarico (1–5) Geppi Cucciari (1–2) Belén Rodríguez (3–5) Vanessa Incontrada (6)                                                                                | Current Claudio Bisio (6–) Luciana Littizzetto (6–) Frank Matano (6–) Nina Zilli (6–) Former Gerry Scotti (1–5) Maria De Filippi (1–5) Rudy Zerbi (1–5) | Season 1, 2009–10: Carmen Masola (39-year-old opera singer) Season 2, 2011: Fabrizio Vendramin (painter) Season 3, 2012: Stefano Scarpa (acro pole flag man) Season 4, 2013 (Spring): Daniel Adomako (22-year-old singer) Season 5, 2013 (Autumn): Samuel Barletti (50-year-old ventriloquist) Season 6, 2015: Simone Al Ani (27-year-old manipulator dynamic) Season 7, 2016: Moses (26-year-old harmonica player) Season 8, 2017: Trejolie (Triple-duo-Comedian) Season 9, 2018: Upcoming Season |
| Kazakhstan              | Жұлдызды Сәт Zhuldyzdy Set                                                   | Kazakhstan-1                                           | ngày 11 tháng 5 năm 2013  | Unknown | Tuñgışbay äl Tarazï (1) Michelle Mukhamedkyzy (1) Islam Bairamukov (1) | Season 1, 2013: Arman Qarınsaw |
| Lithuania               | Lietuvos talentai                                                            | TV3 Lithuania                                          | ngày 27 tháng 9 năm 2009  | Current Mindaugas Stasiulis (1–) Mindaugas Rainys (5–) Former Džiugas Siaurusaitis (1–4) | Current Samas (4–) Dalia Ibelhauptaitė (5–) Ilona Balsytė (5–) Naglis Šulija (5–) Former Marijonas Mikutavičius (1–4) Rūta Ščiogolevaitė (1–4) Adolfas Večerskis (1–2) Vytautas Šapranauskas (3) | Season 1, 2009: Mikas Stankevičius (22-year-old teeth player) Season 2, 2010: Martynas Levickis (20-year-old accordionist) Season 3, 2011: Marius Petrauskas (26-year-old singer) Season 4, 2014: Project Mayhem (street gymnasts) Season 5, 2017: Kasparas Bujanauskas (18-year-old juggler) |
| Mexico                  | México Tiene Talento                                                         | Azteca                                                 | ngày 19 tháng 10 năm 2014 | Rykardo Hernández (1–2) | Héctor Martínez (1–2) Ximena Sariñana (1–2) José Manuel Figueroa (1) Kalimba (singer) (2) | Season 1, 2014: Pablo López (43-year-old singer) Season 2, 2015: Fernando Badillo (24-year-old violinist) |
| Mongolia                | Авьяаслаг Монголчууд Mongolia's Got Talent                                   | Mongol TV                                              | ngày 20 tháng 9 năm 2015  | Ankhaa Uuganaa | Chuka Chimgee Deegii Rokit Bay | Season 1, 2015: Egshiglent Chimee (children's orchestra) Season 2, 2016: Enkherdene (Country singer) Season 3, 2018: Upcoming Season |
| Moldova                 | Moldova are talent                                                           | Prime TV Moldova                                       | ngày 11 tháng 10 năm 2013 | Mircea Marco (1–2) Adrian Ursu (1–2) | Nicu Țărnă (1–2) Tania Cerga (1–2) Mihai Munteanu (1–2) | Season 1, 2013: Monica Pîrlici (11-year-old poetry artist) Season 2, 2014: Ana Munteanu (13-year-old singer) |
| Myanmar                 | Myanmar's Got Talent                                                         | MRTV-4                                                 | ngày 28 tháng 9 năm 2014  | Tay Zar Kyaw Soe Tun Win | Current Moht Moht Myint Aung Maung Thi Mg Mg Aye (4–) Nay Nay (4–) Former A Yo (1–2) Rebecca Win (2–3) Myo Gyi (3) | Season 1, 2014: Wai Yan Naing (danger magician) Season 2, 2015: Jar Jet Aung (13-year-old robot dancer) Season 3, 2016: Jimmy Ko Ko (23-year-old contemporary dancer) Season 4, 2017: Ayar Maung Team (traditional elephant dancing team) |
| Nepal                   | Nepal's Got Talent                                                           | AP1 TV                                                 | 2018                      | TBA | TBA | |
| Hà Lan                  | Holland's Got Talent                                                         | Current RTL 4 (3–) Former SBS 6 (1–2)                  | ngày 28 tháng 3 năm 2008  | Current Humberto Tan (10–) Former Gerard Joling (1–2) Robert ten Brink (3–7) Johnny de Mol (8–9) | Current Dan Karaty (3–) Chantal Janzen (6–) Angela Groothuizen (8–) Paul de Leeuw (10–) Former Henkjan Smits (1–2) Robert Ronday (1–2) Patricia Paay (1–5) Gordon Heuckeroth (3–9) | Season 1, 2008: Daniëlle Bubberman (13-year-old contortionist) Season 2, 2009: Tessa Kersten (11-year-old guitarist/singer) Season 3, 2010: Martin Hurkens (57-year-old opera singer) Season 4, 2011: Aliyah Kolf (11-year-old singer) Season 5, 2012: DDF Crew (ropeskipping) Season 6, 2013: Amira Willighagen (9-year-old opera singer) Season 7, 2014: León Lissitza (81-year-old opera singer) Season 8, 2016: Nick Nicolai (18-year-old singer) Season 9, 2017: The Fire (Hip-Hop Dance Group) Season 10, 2018: Upcoming Season |
| New Zealand             | New Zealand's Got Talent                                                     | Prime (1) TV One (2–3)                                 | ngày 8 tháng 9 năm 2008   | Andrew Mulligan (1) Jason Reeves (1) Tamati Coffey (2–3) | Miriama Smith (1) Paul Ellis (1) Richard Driver (1) Ali Campbell (2) Jason Kerrison (2–3) Rachel Hunter (2–3) Cris Judd (3) | Season 1, 2008: Chaz Cummings (16-year-old dancer) Season 2, 2012: / Clara van Wel (15-year-old singer) Season 3, 2013: Renee Maurice (22-year-old singer) |
| Nigeria                 | Nigeria's Got Talent                                                         | AIT NTA                                                | ngày 16 tháng 9 năm 2012  | Andre Blaze Henshaw (1–2) | Dan Foster (1–2) Kate Henshaw (1–2) Yibo Koko (1–2) | Season 1, 2012: Amarachi Uyanne (8-year-old dancer) Season 2, 2013: Robots for Christ (poppin dance duo) |
| Norway                  | Norske Talenter                                                              | TV 2                                                   | ngày 22 tháng 2 năm 2008  | Current Solveig Kloppen (5–) Former Marte Stokstad (1) Sturla Berg-Johansen (1–2) Pia Lykke (2) Marthe Sveberg Bjørstad (3–4) John Brungot (3–4) Stian Blipp Glopholm (5)                                        | Current Mia Gundersen Bjarne Brøndbo (7–) Janne Formoe (9–) Mona Berntsen (9–) Former Jan Fredrik Karlsen (1–2) Thomas Giertsen (1–3) Alex Rosén (3–5) Adil Khan (4–5) Omer Bhatti (6) Lisa Tønne (6) Bjarte Hjelmeland (6) Linn Skåber (7–8) Suleman Malik (7–8) | Season 1, 2008: Erlend Bratland (16-year-old singer) Season 2, 2009: Quick (hip-hop dance group) Season 3, 2010: Kristian Rønning (23-year-old rapper) Season 4, 2011: Daniel Johansen Elmhari (11-year old dancer) Season 5, 2012: Stine H. Ulla (17-year-old opera singer) Season 6, 2014: Angelina Jordan (8-year-old singer) Season 7, 2015: Odin Landbakk (13-year-old guitarist) Season 8, 2017: Vilde Winge (14-year-old sign language performer) Season 9, 2018: Tuva Lutro (12 Year Old Singer) |
| Paraguay                | Got Talent Paraguay                                                          | Telefuturo                                             | 2019                      | Current TBA | Current TBA | Season 1, 2019: Upcoming Season |
| Peru                    | Perú Tiene Talento                                                           | Frecuencia Latina                                      | ngày 15 tháng 9 năm 2012  | Christian Rivero (1–2) Adolfo Aguilar (3) Jesús Alzamora (3) | Carlos Galdós (1–3) Cecilia Bracamonte (1–2) Almendra Gomelsky (1–2) Beto Ortiz (2) Natalia Málaga (3) Dina Páucar (3) Pablo Villanueva Melcochita (3) | Season 1, 2012: Alessandra Aguirre (11-year-old singer) Season 2, 2013: Rod Martin (18-year-old painter) Season 3, 2014: Gianfranco Huanqui (18-year-old Rubik's Cube solver) |
| Philippines             | Pilipinas Got Talent                                                         | ABS-CBN                                                | ngày 20 tháng 2 năm 2010  | Current Billy Crawford Toni Gonzaga (6–) Former Luis Manzano (1–5) | Current Freddie M. Garcia Vice Ganda (5–) Angel Locsin (5–) Robin Padilla (5–) Former Ai-Ai Delas Alas (1–4) Kris Aquino (1–4) | Season 1, 2010: Jovit Baldivino (16-year-old singer) Season 2, 2011: Marcelito Pomoy (25-year-old falsetto singer) Season 3, 2011: Maasinhon Trio (singing trio) Season 4, 2013: Roel Manlangit (13-year-old singer) Season 5, 2016: Power Duo (acrobatic dancesport duo) Season 6: 2018: Kristel de Catalina (32-year-old spiral pole dancer) Season 7: 2019: Upcoming season |
| Poland                  | Mam talent!                                                                  | TVN                                                    | ngày 13 tháng 9 năm 2008  | Marcin Prokop Szymon Hołownia | Current Małgorzata Foremniak Agnieszka Chylińska Agustin Egurrola (6–) Former Robert Kozyra (4–5) Kuba Wojewódzki (1–3) | Season 1, 2008: Melkart Ball (acrobatics duo) Season 2, 2009: Marcin Wyrostek (28-year-old accordion player) Season 3, 2010: Magdalena Welc (12-year-old singer) Season 4, 2011: Kacper Sikora (19-year-old singer) Season 5, 2012: Delfina & Bartek (acrobatics duo) Season 6, 2013: Tetiana Galitsyna (28-year-old sand artist) Season 7, 2014: Adrian Makar (15-year-old singer) Season 8, 2015: Aleksandra Kiedrowicz (21-year-old aerial silk artist) Season 9, 2016: Jakub Herfort (20-year-old singer) Season 10, 2017: Lukas Gogol (15-year-old accordion player) Season 11, 2018: Upcoming Season                                                                                     |
| Bồ Đào Nha              | Aqui Há Talento                                                              | RTP1                                                   | ngày 28 tháng 1 năm 2007  | Sílvia Alberto (1) | Joaquim Monchique (1) Sílvia Rizzo (1) Paulo Dias (1) | Season 1, 2007: Abstractin (breakdance) |
| Bồ Đào Nha              | Got Talent Portugal                                                          | RTP1                                                   | ngày 18 tháng 1 năm 2015  | Current Sílvia Alberto (3) Pedro Fernandes (3) Former Marco Horácio (1) José Pedro Vasconcelos (2) Vanessa Oliveira (2)                                                                                          | Current Manuel Moura dos Santos Pedro Tochas Cuca Roseta (3) Former Rui Massena (1) Sofia Escobar (1-2) Mariza (2) | Season 1, 2015: The ArtGym Company (acrobatic gymnastic) Season 2, 2016: Micaela Abreu (15-year-old singer) Season 3, 2017: António Casalinho (13-year-old dancer) Season 4, 2018: Ninfas do Atlântico (group of female opera singers) |
| Bồ Đào Nha              | Portugal Tem Talento                                                         | SIC                                                    | ngày 30 tháng 1 năm 2011  | Bárbara Guimarães (1) | Conceição Lino (1) José Diogo Quintela (1) Ricardo Pais (1) | Season 1, 2011: Filipe "Fubu" Santos (22-year-old beatboxer) |
| Romania                 | Românii au talent                                                            | PRO TV ProTV Chișinău                                  | ngày 18 tháng 2 năm 2011  | Smiley Pavel Bartoș | Current Andra Andi Moisescu Mihaela Rădulescu (5–) Florin Călinescu (6–) Former Mihai Petre (1–4) Bebe Cotimanis (5) | Season 1, 2011: Adrian Ţuţu (rapper) Season 2, 2012: Cristian Gog (mentalist) Season 3, 2013: Bruno Icobet (dancing dog act) Season 4, 2014: Brio Sonores (opera singers) Season 5, 2015: Speedcubing (rubik's cube solving trio) Season 6, 2016: Laura Bretan (13-year old opera singer) Season 7, 2017: Lorelai Mosneguțu (armless singer, pianist and painter) Season 8, 2018: Upcoming Season |
| Nga                     | Минута славы Minuta slavy                                                    | Channel 1                                              | ngày 17 tháng 2 năm 2007  | Garik Martirosyan (1–2) Ville Haapasalo (4) Alexander Oleshko (4–8) Julia Kovalchuk (5–7) Dmitry Shepelev (6–7)                                                                                                  | Tatyana Tolstaya (1–3) Alexander Maslyakov (1–8) Alexander Tsekalo (2) Leonid Parfyonov (4) Mariya Shukshina (5) Larisa Guzeyeva (6–8) Sergei Yursky (7, 9) Vladimir Posner (9) Renata Litvinova (9) Sergei Svetlakov (9) | Season 1, 2007: Maxim Tokayev (14-year-old musician) Season 2, 2007: Dimitry Bulkin a.k.a. Dima Shine (22-year-old gymnastics parade) Season 3, 2008: Grace (ensemble) Season 4, 2009–10: Brothers of Grinchenko (acrobats) Season 5, 2010–11: Viktor Kochkin and Danil Anastasin (breakdancers without legs) Season 6, 2011–12: Igor Butorin (hula hoops) Season 7, 2012–13: "I Team" group (jumping on a trampoline) Season 8, 2013–14: Olga Trifonova (aeralist) Season 9, 2017: Vardanyan brothers (acrobat duo) |
| Nga                     | Russia's Got Talent                                                          | Channel 1                                              | 2019                      | TBA | TBA | Season 1, 2019: Upcoming Season |
| Serbia                  | Ja imam talenat!                                                             | Current RTV Pink (1, 5–) Former RTS (2–4)              | ngày 21 tháng 9 năm 2009  | Current Ana Mihajlovski (5–) Former Vladimir Aleksić (1-4) Ivana Bajić (1–4) | Current Danica Maksimović (1–2, 5–) Ana Nikolić (5–) Srđan Todorović (5–) Stefan Đurić Rasta (5–) Former Ivan Tasovac (1–4) Aleksandar Milić Mili (1–3) Mina Lazarević (3) Ivan Bosiljčić (4) Nataša Ninković (4) | Season 1, 2009: Danijel, Darko and Sandra Piler (young music trio) Season 2, 2011: Milica Dokić and Nenad Mahmutović (deaf dancers) Season 3, 2011-12: Bojana and Nikola Peković (young traditional musicians) Season 4, 2012-13: Katarina Kovačević (21-year-old singer) Season 5: 2016-17 Bar strong (acrobatic team) |
| Slovakia                | Slovensko má talent                                                          | Markíza                                                | ngày 21 tháng 9 năm 2008  | Maroš Kramár (1) Barbora Rakovská (1) | Paľo Habera (1) Adela Banášová (1) Jan Kraus (1) | Season 1, 2008: Old School Brothers (hip-hop breakers) |
| Slovenia                | Slovenija ima talent                                                         | POP TV                                                 | ngày 21 tháng 3 năm 2010  | Current Vid Valič (1–2, 4) Domen Valic (6) Former Jože Robežnik (3) Matej Puc (3) Peter Poles (1–2, 4–5) | Current Branko Čakarmiš Ana Klašnja (3) Marjetka Vovk (5) Lado Bizovičar (5) Former Brane Kastelic (1–2) Lucienne Lončina (1–2) Damjan Damjanovič (3) Rok Golob (4) | Season 1, 2010: Lina Kuduzović (7-year-old singer) Season 2, 2011: Julija Kramar (35-year-old opera singer) Season 3, 2013: Alja Krušič (16-year-old singer) Season 4, 2014: Jana Šušterič (29-year-old singer) Season 5, 2015: Jernej Kozan (21-year-old dancer) Season 6, 2016: WildArt (Timotej & Lenart) (string duo) Season 7, 2018: Upcoming Season |
| South Africa            | SA's Got Talent                                                              | SABC2(1–2) e.tv(3–)                                    | ngày 1 tháng 10 năm 2009  | Current Tol Ass Mo (7) Former Rob van Vuuren (1–2) Anele Mdoda (1–2) Tats Nkonzo (3–6) | Current Shado Twala DJ Fresh (5) Jamie Bartlett (7) Former Randal Abrahams (1–2) Ian Von Memerty (1–4) Kabelo Mabalane (3–4) Lala Hirayama (5–6) | Season 1, 2009: Darren Rajbal (19-year-old deaf hip hop dancer) Season 2, 2010: James Bhemgee (45-year-old opera singer) Season 3, 2012: Botlhale Boikanyo (11-year-old praise poet) Season 4, 2013: Johnny Apple (16-year-old singer) Season 5, 2014: Tholwana Mohale (14-year-old singer and guitarist) Season 6, 2015: DJ Arch Jnr (3-year-old DJ) Season 7, 2016: Kryptonite Dance Academy (Dance Group) Season 8, 2017: AnecNote (A accapella Group) |
| Hàn Quốc                | 코리아 갓 탤런트 Korea's Got Talent                                          | tvN                                                    | ngày 4 tháng 6 năm 2011   | Current TBA (3–) Former Noh Hong-Cheol (1–2) Shin Young-Il (1–2) | Current TBA (3–) TBA (3–) TBA (3–) TBA (3–) Former Kolleen Park (1–2) Jang Jin (1–2) Song Yun-Ah (1) Kim Gura (2) Jang Hang-jun (2) | Season 1, 2011: Joo Ming-Jong (17-year-old poppin dancer) Season 2, 2012: Blue Whale Bros (poppin dance duo) Season 3, 2019: Upcoming Season |
| Tây Ban Nha             | Tienes Talento                                                               | Cuatro                                                 | ngày 25 tháng 1 năm 2008  | Nuria Roca (1) Eduardo Aldán (1) | Natalia Millán (1) Miqui Puig (1) Josep Vicent (1) David Summers (1) | Season 1, 2008: Salva Rodríguez (16-year-old flamenco singer) |
| Tây Ban Nha             | Got Talent España                                                            | Telecinco                                              | ngày 13 tháng 2 năm 2016  | Santi Millán | Current Edurne Eva Hache Jorge Javier Vázquez Risto Mejide (2–) Former Jesús Vázquez (1) | Season 1, 2016: Cristina Ramos (37-year-old opera và rock music singer) Season 2, 2017: Antonio "El Tekila" (44-year-old rockabilly dancer) Season 3, 2018: César Brandon (24-year-old poet) Season 4, 2019: Upcoming season |
| Sri Lanka               | Sri Lanka's Got Talent                                                       | Sirasa TV                                              | 18 March, 2018            | Current Dasun Madushan Piyath Rajapashe | Current Soundarie David Jackson Anthony Tillakaratne Dilshan | Season 1, 2018: Current Season |
| Thụy Điển               | Talang                                                                       | TV4                                                    | ngày 13 tháng 4 năm 2007  | Current Kristina ”Keyyo” Petrushina (6–) Pär Lernström (6–) Former Peppe Eng (1–2) Kodjo Akolor (2) Tobbe Blom (3–5) Markoolio (3–5)                                                                             | Current Alexander Bard (6-) LaGaylia Frazier (6-) David Batra (6-) Bianca Wahlgren Ingrosso (7-) Former Bert Karlsson (1–5) Tobbe Blom (1–2) Hanna Hedlund (1) Sofia Wistam (2) Charlotte Perrelli (3–5) Johan Pråmell (3–4) Henrik Fexeus (5) Kakan Hermansson (6) | Season 1, 2007: Zillah & Totte (ventriloquist) Season 2, 2008: Zara Larsson (10-year-old singer) Season 3, 2009: Charlie Caper (30-year-old magician) Season 4, 2010: Jill Svensson (14-year-old opera singer) Season 5, 2011: Simon Westlund (17-year-old Rubik's Cube solver) Season 6, 2017: Ibrahim Nasrullayeu (17-year-old singer) Season 7, 2018: Madeleine Hilleard (15-year-old-singer) |
| Thụy Điển               | Talang Sverige                                                               | TV3                                                    | Unknown                   | Adam Alsing (1) Malin Gramer (1) | Robert Aschberg (1) Shirley Clamp (1) Carolina Gynning (1) Tobias Karlsson (1) | Season 1, 2014: / Jon Henrik Fjällgren (27-year-old Sami singer) |
| Thụy Sĩ (tiếng Đức)     | Die grössten Schweizer Talente                                               | SRF1                                                   | ngày 29 tháng 1 năm 2011  | Sven Epiney (1–2) Andrea Jansen (1) Anna Maier (2) Viola Tami (3–4) | DJ Bobo (1–3) Christa Rigozzi (1–3) Roman Kilchsperger (1–2) Sven Epiney (3) Gilbert Gress (3–4) Susanne Kunz (4) Jonny Fischer (4) Bligg (4) | Season 1, 2011: Maya Wirz (49-year-old opera singer) Season 2, 2012: Eliane Müller (21-year-old singer) Season 3, 2015: Flavio Rizzello (10-year-old singer) Season 4, 2016: Jason Brügger (22-year-old acrobat) |
| Thailand                | Thailand's Got Talent                                                        | Current Workpoint TV (7-) Former Channel 3, 3 HD (1-6) | ngày 6 tháng 3 năm 2011   | Current Ketseptsawat Palakrawong Na Ayutthaya Former Krit Sripoomsed (1–2) Sudarat Budprom (3) | Current Chalatit Tantiwut (4) Patcharasri Benjamas (4) Nitipong Hornak (4) Kathaleeya McIntosh (6) Former Nirut Sirijanya (1) Pinyo Ruedhamma (1–3) Pornchita na Songkhla (1–5) Jirayut Wattanasin (2–3) | Season 1, 2011: / Myra Maneepatsorn Molloy (13-year-old opera singer) Season 2, 2012: Leng Rachanikorn Keawdee (aerial acrobatics) Season 3, 2013: Somchai Nilsree (southern Thailand singer) Season 4, 2014: Wheelchair Dance (dance with wheelchair) Season 5, 2015: Thaiphukuew (dance troupe) Season 6, 2016: Duo Soul Sister (Aerial hoop duo) Season 7, 2018: Upcoming Season |
| Turkey                  | Yetenek Sizsiniz Türkiye!                                                    | Current TV8 (6–) Former Show TV (1–3) Star TV (4–5)    | ngày 13 tháng 11 năm 2009 | Current Alp Kırşan (4–) Former Tanem Sivar (1) Kübra Subaşı (2–3) | Current Eser Yenenler (5–) Ali Taran (1–2, 7–) Seda Bakan (7–) Former Acun Ilicali (1–6) Hülya Avşar (1–5) Sergen Yalçın (3–4) Ozgu Namal (6) Murat Boz (6) | Season 1, 2009–10: Bilal Avcı and Uğur Karameşe (popping dance) Season 2, 2011: Sefa Doğanay (imitator) Season 3, 2011–12: Ali Yeşilırmak and Max the dog (dog act) Season 4, 2012–13: Atalay Demirci (comedian) Season 5, 2013–14: Burak & Kıvanç (illusion) Season 6, 2014–15: Yunus Karaca (comedian) Season 7, 2015–16: Hayatın Ritmini Yakala (comedian) Season 8, 2017: Unknown Season 9, 2018: Upcoming Season |
| Ukraine                 | Україна має талант Ukrayina maye talant                                      | STB                                                    | ngày 3 tháng 4 năm 2009   | Oksana Marchenko (1–6) Dmitry Tankovic (7) Konstantin Tomilchenko (7) | Igor Kondratyuk (1–7) Slava Frolova (1–7) Vladsyslav Yama (1–5) Hector Jimenez-Bravo (6) Vyacheslav Uzelkov (6–7) | Season 1, 2009: Kseniya Simonova (sand artist) Season 2, 2010: Olena Kovtun (songstress) Season 3, 2011: Vitaliy Luzkar (illusionist) Season 4, 2012: The team of "Workout" (acrobats) Season 5, 2013: The team of "Lisapetny Batalion" (singers) Season 6, 2014: The Dudnik Family (acrobats) Season 7, 2015: Said Abd Allah Dzhurdi (singer) |
| United Kingdom          | Britain's Got Talent                                                         | ITV                                                    | ngày 9 tháng 6 năm 2007   | Ant & Dec | Current Simon Cowell Amanda Holden Alesha Dixon (6–) David Walliams (6–) Former Piers Morgan (1–4) Michael McIntyre (5) David Hasselhoff (5) | Season 1, 2007: Paul Potts (36-year-old opera singer) Season 2, 2008: George Sampson (14-year-old street dancer) Season 3, 2009: /Diversity (dance troupe)3 Season 4, 2010: Spelbound (gymnastics troupe) Season 5, 2011: Jai McDowall (24-year-old singer) Season 6, 2012: Ashleigh and Pudsey (dancing dog act) Season 7, 2013: Attraction (shadow theatre group) Season 8, 2014: Collabro (boy band) Season 9, 2015: Jules O'Dwyer & Matisse (dancing dog act) Season 10, 2016: Richard Jones (25-year-old close up magician) Season 11, 2017: Tokio Myers (32-year-old pianist) Season 12, 2018: Lost Voice Guy (37-year-old comedian) Season 13, 2019: Upcoming Season                    |
| Hoa Kỳ                  | America's Got Talent                                                         | NBC                                                    | ngày 21 tháng 6 năm 2006  | Current Tyra Banks (12–) Former Regis Philbin (1) Jerry Springer (2–3) Nick Cannon (4–11) | Current Howie Mandel (5–) Mel B (8–) Heidi Klum (8–) Simon Cowell (11–) Former David Hasselhoff (1–4) Piers Morgan (1–6) Brandy Norwood (1) Sharon Osbourne (2–7) Howard Stern (7–10) | Season 1, 2006: Bianca Ryan (11-year-old singer) Season 2, 2007: Terry Fator (42-year-old ventriloquist/singer) Season 3, 2008: Neal E. Boyd (32-year-old opera singer) Season 4, 2009: Kevin Skinner (singer) Season 5, 2010: Michael Grimm (singer) Season 6, 2011: Landau Eugene Murphy, Jr. (singer) Season 7, 2012: / Olate Dogs (dog act) Season 8, 2013: Kenichi Ebina (dance/mime act) Season 9, 2014: Mat Franco (close-up magician) Season 10, 2015: Paul Zerdin (43-year-old ventriloquist) Season 11, 2016: Grace VanderWaal (12-year-old singer/songwriter/ukulele player) Season 12, 2017: Darci Lynne Farmer (12-year-old ventriloquist/singer) Season 13, 2018: Current season |
| Hoa Kỳ                  | America's Got Talent: The Champions                                          | NBC                                                    | 2019                      | TBA | Simon Cowell TBA | Season 1, 2019: Upcoming season |
| Vietnam                 | Tìm kiếm tài năng – Vietnam's Got Talent                                     | VTV3                                                   | ngày 18 tháng 12 năm 2011 | Chi Bảo (1) Quyền Linh (1) Thanh Bạch (2) Thanh Vân (3) Duy Hải (4) Diệp Lâm Anh (4) | Huy Tuấn (1–4) Thành Lộc (1–3) Thúy Hạnh (1–3) Hoài Linh (3) Việt Hương (4) Trấn Thành (4) | Season 1, 2011–12: Đăng Quân & Bảo Ngọc (11-and-6-year-old sport dancers) Season 2, 2012–13: Trần Hữu Kiên (26-year-old opera singer) Season 3, 2014–15: Nguyễn Đức Vĩnh (8-year-old Hát tuồng) Season 4, 2016: Nguyễn Trọng Nhân (9-year-old Drummer) |

Notes
1. ^  Joint version with India, Indonesia, Malaysia, Philippines, Singapore, Thailand, Vietnam and other more Asian countries, taking part
2. ^  Includes Hong Kong and Macau special administration regions
3. ^  Members: Ashley Banjo and Jordan Banjo are from Nigeria

List of judges who became judges in versions of more than one country/region
- Anggun –  Indonesia (2) and Asia (1–)
- Dan Karaty –  Bỉ (4–) and  The Netherlands (3–)
- David Hasselhoff –  United Kingdom (5) and  Hoa Kỳ (1–4)
- Piers Morgan –  United Kingdom (1–4) and  Hoa Kỳ (1–6)
- Simon Cowell –  United Kingdom (1–) and  Hoa Kỳ (11–)